# Ford Castle
Ford Castle är ett slott i Storbritannien.   Det ligger i grevskapet och kommunen Northumberland i riksdelen England, i den centrala delen av landet, 500 km norr om huvudstaden London. Ford Castle ligger 68 meter över havet.
Terrängen runt Ford Castle är platt åt nordost, men åt sydväst är den kuperad. Terrängen runt Ford Castle sluttar norrut.Runt Ford Castle är det ganska glesbefolkat, med 25 invånare per kvadratkilometer. Närmaste större samhälle är Berwick-upon-Tweed, 17,8 km norr om Ford Castle. Trakten runt Ford Castle består i huvudsak av gräsmarker.